# Macoszyn Mały
Macoszyn Mały – wieś w Polsce położona w województwie lubelskim, w powiecie włodawskim, w gminie Hańsk.
| SIMC    | Nazwa   | Rodzaj    |
| ------- | ------- | --------- |
| 0103639 | Kłębiki | część wsi |
| 0103645 | Zezulka | część wsi |

Wierni Kościoła rzymskokatolickiego należą do parafii św. Stanisława Kostki w Kosyniu.
W latach 1954–1961 wieś należała i była siedzibą władz gromady Macoszyn Mały, po jej zniesieniu w gromadzie Wola Uhruska. W latach 1975–1998 miejscowość administracyjnie należała do województwa chełmskiego.
Wieś jest sołectwem w gminie Hanna. Według Narodowego Spisu Powszechnego z roku 2011 wieś liczyła 129 mieszkańców.